# Irène Bordoni
Pour les articles homonymes, voir Bordoni.
Irène Charlotte Bordoni, née le 16 janvier 1889 à Paris et morte le 19 mars 1953 à New York, est une chanteuse et actrice de cinéma française. Couturière, elle participe et arrive première à la course des midinettes organisée par le journal L’Auto au Parc des Princes à Paris le 8 novembre 1903

## Biographie
Fille du tailleur d'origine italienne Sauveur Bordoni et de la couturière Marie Lemonnier, elle commence sa carrière très jeune au Théâtre des Variétés à Paris et joue dans des films muets. Alors qu'elle a déjà une certaine célébrité en France, elle émigre aux États-Unis sur La Provence le 28 décembre 1907, où elle déclare qu'elle a 22 ans.
Elle débute à Broadway dans une comédie « Broadway to Paris » puis elle enchaîne les succès car elle représente l’idée que les américains se font de la française coquette et piquante. C’est elle qui interprète Do It Again dans la comédie musicale The French Doll de George Gershwin en 1922, produite par son mari Ray Goetz, et en fera un grand succès. Le nom de la pièce deviendra son surnom. En 1928, elle tient le rôle principal dans Paris de Cole Porter dont la chanson Let's Do It (Let's Fall In Love) deviendra le premier grand succès du compositeur.
Elle crée la mode, portant des robes d'Erté, impose la coiffure à la garçonne. Sa publicité pour les cigarettes Lucky Strike aurait développé le goût de la cigarette chez les femmes.
Elle apparaît pour la première fois en 1928 dans un film d'Hollywood de la Warner Bros. Show of Shows produit par Darryl F. Zanuck. En 1932, elle interprète Just a Gigolo pour le film animé de Max Fleischer, chanson qu'elle avait introduite aux États-Unis comme d'ailleurs Mon Homme de Maurice Yvain.
Elle était tellement populaire que Cole Porter dans sa chanson You Are the Top mit les paroles suivantes : « vous avez les yeux d’Irène Bordoni ».
Pendant les années 1930, elle se produira des deux côtés de l’Atlantique.
En 1940, elle crée le premier rôle dans la comédie d’Irving Berlin L’Achat de la Louisiane qui deviendra un film en 1941 avec Bob Hope.
Elle fut mariée deux fois, la première avec le comédien Edgar Becman puis la seconde avec le producteur et compositeur E. Ray Goetz qu'elle épouse le 24 octobre 1918 et dont elle divorcera en 1929. Sa belle-sœur Dorothy Goetz fut la première femme d’Irving Berlin. Elle est enterrée au Ferncliff Cemetery, Hartsdale, New York.

### Famille
L'arrière-petite-fille d'Irène Bordoni indique en 2011 qu'Irène Bordoni a eu une fille, Raymonde, née le 1er avril 1905 (hors mariage avec Lucien Jacquelin).

## Filmographie

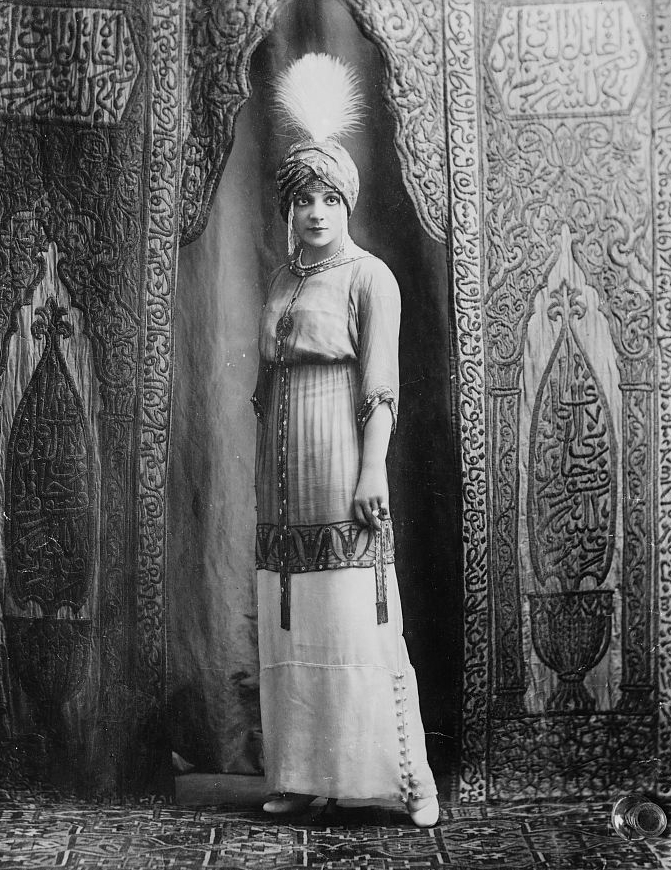
Irène Bordoni sur scène.

- 1910 : Pierrot aime les roses de René Leprince
- 1912 : Le Miracle des fleurs de René Leprince avec Stacia Napierkowska
- 1912 : La Légende des tulipes d'or de René Leprince
- 1912 : Le Club des élégants de René Leprince avec André Brulé
- 1914 : Le Secret du châtelain de Paul Garbagni avec Henri Desfontaines
- 1915 : Le Traquenard de Paul Garbagni
- 1928 : Show of Shows de Darryl F. Zanuck
- 1929 : Paris de Clarence G. Badger avec Jack Buchanan
- 1932 : Betty Boop de Max Fleischer
- 1937 : Du Barry Did All Right de Joseph Henabery
- 1941 :L’achat de la Louisiane d'Irving Cummings avec Bob Hope.